# Nikki Herr
Nikki Herr (Alphen aan den Rijn, 2 april 1991) is een presentatrice en verslaggever bij Hart van Nederland op SBS6.

## Biografie
Herr volgde de school voor journalistiek en begon haar carrière bij RTV Utrecht. In 2017 stapte ze over naar de omroep WNL, waar ze eerst werkte als verslaggever en later dat jaar presenteerde ze de nieuwsblokken in het programma Goedemorgen Nederland. Sinds 2018 tot de zomer van 2022 presenteerde ze het programma zelf in afwisseling met Raquel Schilder, Welmoed Sijtsma, Maaike Timmerman en Lisette Wellens. Vanaf januari 2020 was ze een van de presentatoren van het radioprogramma 't Wordt Nu Laat op NPO Radio 2.
In de zomer van 2019 deed ze mee aan de televisiequiz De slimste mens.
Sinds 10 oktober 2022 vormt ze samen met Maarten Steendam het vaste presentatieduo van Hart van Nederland van maandag t/m donderdag.
In 2023 presenteerde Herr voor SBS6 tevens het programma GoedNieuws Vandaag.